# Caroline R. Jones
Caroline Robinson Jones, nacida como Caroline Marie Robinson, (Benton Harbor, 15 de febrero de 1942 - Nueva York, 28 de junio de 2001) fue una redactora y ejecutiva publicitaria estadounidense y una de las primeras publicistas afroamericanas.

## Trayectoria
Caroline Robinson Jones nació en Benton Harbor, Míchigan, el 15 de febrero de 1942. Se graduó en 1963 en la Universidad de Míchigan en Ann Arbor, obteniendo una doble licenciatura en inglés y ciencias.
Jones comenzó su carrera trabajando como secretaria en una agencia de publicidad. A principios de los años 60, Jones se incorporó a la agencia de publicidad J. Walter Thompson, una de las principales de Estados Unidos, convirtiéndose en la primera mujer afroamericana en trabajar como copywriter en dicha empresa. También trabajó para la agencia Batten, Barton, Durstine y Osborn (BBDO), donde llegó a ser nombrada vicepresidenta, convirtiéndose en la primera mujer negra en alcanzar este puesto en una gran agencia de publicidad, siendo los altos cargos en la industria publicitaria poco accesibles para las mujeres incluso a principios del siglo XXI.
Jones fue una de las fundadoras de agencias como Caroline Jones Advertising, Zebra Associates y Mingo-Jones, las primeras en centrarse en publicidad para públicos minoritarios y también las primeras agencias de publicidad creadas principalmente por ejecutivos afroamericanos. Entre los clientes de Caroline Jones Advertising se incluían American Express, National Urban League, y Miller High Life.
Durante su más de treinta años de carrera, Jones luchó por incorporar la diversidad racial en las campañas de publicidad, inspirando a mujeres y hombres afroamericanos a desarrollarse profesionalmente en el mundo del marketing y la publicidad en una industria con presencia mayoritaria de hombres blancos. En ocasiones tuvo que convencer a los anunciantes de que sus campañas no solo eran adecuadas para el público afroamericano, consiguiendo que la industria publicitaria abordara con una perspectiva más inclusiva la forma en que se dirigía a las personas negras. De hecho, algunas de sus campañas orientadas inicialmente al público afroamericano, como las de Campbell Soup Company que realizó a mediados de los años 70, o la que su agencia desarrolló para la franquicia de restaurantes Kentucky Fried Chicken en 1979, "We Do Chicken Right!", finalmente fueron adaptadas para todo el público de Estados Unidos.
Jones formó parte de diversas asociaciones como el Committee of 200, el International Women's Forum, la Advertising Woman of New York así como del comité de dirección de New York City Partnership, Eureka Communities, The Advertising Council y el VCU Ad Center en Richmond, Virginia. También fue miembro del New York State Banking Board y del comité asesor del Women's Bank of New York. Jones presentó dos programas de radio y televisión, In the Black: Keys to Success y Focus on the Black Woman. También fue ponente y conferenciante en universidades, grupos profesionales y simposios. Creó la Beca al Mérito del Decano Caroline R. Jones en la Universidad de Míchigan donde estudió y participó en el Visiting Committee for the College of Literature, Science and the Arts.
Jones murió en la ciudad de Nueva York el 28 de junio de 2001 de cáncer de mama. Una colección de documentos personales y algunas de sus campañas de publicidad para televisión, como las de Goodyear o Anheuser-Busch se encuentran a disposición del público e investigadores en el Archives Center del Museo Nacional de Historia Estadounidense.

## Reconocimientos
Jones recibió docenas de premios en el ámbito de la publicidad y los negocios a lo largo de su carrera, entre los que se encuentran un Clio Awards, un premio Galaxy de relaciones públicas, un premio del Festival de Cannes de publicidad y un premio Obie.
En 1976 fue nombrada una de las 100 personas creativas más destacadas de América y la Mujer Publicitaria del Año en 1990 por el Advertising Women of New York. Apareció mencionada como una de las "Leyendas vivas de negro" en una publicación del Ford Motor Group y obtuvo la Medalla de Honor de Ellis Island, en 1997.